# Porfirio Meneses Lazón
Francisco Porfirio Meneses Lazón (* 30. Oktober 1915 in Huanta, Region Ayacucho, Peru; † 10. Mai 2009 in Lima) war ein peruanischer Schriftsteller, der auf Spanisch und Chanka-Quechua schrieb, und Übersetzer. Wegen seiner quechuasprachigen Erzählungen, für die er 1998 einen Literaturpreis erhielt, gilt er als einer der wichtigsten Quechua-Autoren und Vertreter der literarischen Strömung des Indigenismo.

## Leben
Porfirio Meneses wuchs zunächst in Huanta auf und zog nach der Trennung seiner Eltern mit seiner Mutter 1922 nach Lima. Dort war er 1934 einer der Gründer der APRA-Jugendorganisation Federación Aprista Juvenil. 1935 kehrte er nach Huanta zurück, wo er bis 1940 lebte.
Ab 1941 studierte Porfirio Meneses an der Universidad Nacional Mayor de San Marcos Literatur, Recht, Wirtschaft und Erziehung, doch machte er lange Zeit keinen Abschluss und erst 1979 sein Lizenziat (Licenciatura) in Literatur.
Er schrieb auf Spanisch eine Reihe von Erzählungen, die von der andinen Kultur handeln, darunter Cholerias (1946), Campos Marchitos (1948), El Hombrecillo Oscuro y otros cuentos (1954), Cuentos Peruanos, Cholerias 2, Huanta en la Cultura (1974) und Solo un camino tiene el río (1975) sowie 1954 das Theaterstück La Princesa del mar. Darüber hinaus schrieb er Gedichte auf Quechua, von denen 1988 sein Gedichtband Suyaypa llaqtan (Land der Hoffnung) und 2009 Yapa tinkunakuy (Das Wiedersehen), ein Band mit 30 Sonetten, erschienen. Er übersetzte zudem César Vallejos Gedichtband Los heraldos negros (Yana kachapurikuna, 1997) und die Erzählung Trilce (2009) ins Quechua. In einem Sammelband Achikyay willaykuna (Erzählungen des Morgengrauens, 1998) gab er sechs Erzählungen auf Quechua heraus, die vom Leben in Huanta in der Zeit seiner Kindheit handeln. Diese Erzählungen, für die er den Preis der Quechua-Literatur erhielt, erschienen 2001 auch in französischer Übersetzung von César Itier.

## Familie
Porfirio Meneses war mit María Jesús Meneses Morales (1917–2009) verheiratet.

## Werke

### Erzählungen auf Spanisch
- 1946: Cholerias.
- 1948: Campos Marchitos.
- 1954: El Hombrecillo Oscuro y otros cuentos.
- 1974: Cuentos Peruanos.
- 1974: Cholerias 2.
- 1974: Huanta en la Cultura.
- 1975: Sólo un camino tiene el río. Lima, Editorial Universo.

### Gedichte auf Quechua
- 1988: Suyaypa llaqtan. Lima, Mosca Azul Editores.
- 2009: Yapa tinkunakuy [El reencuentro]. 30 sonetos quechua con traducción conceptual española. Asamblea Nacional de Rectores.

### Erzählungen auf Quechua
- 1998: Achikyay willaykuna. Biblioteca de Cultura Quechua Contemporánea n°4. Lima, Universidad Nacional Federico Villarreal.